# ヤン＝ミルズ理論
ヤン＝ミルズ理論（ヤン＝ミルズりろん、英: Yang-Mills theory）は、1954年に楊振寧とロバート・ミルズによって提唱された非可換ゲージ場の理論のことである。
なお、その少し前にヴォルフガング・パウリと内山龍雄も同理論を完成していたと言われているが、様々な事情により発表が遅れ、先取権はヤン＝ミルズにあるとされる。

## 概要
この理論は元々、ワイルらによって研究が進められていた可換対称性に基づくゲージ理論を、非可換対称性にまで発展させた理論である。
非可換ゲージ理論の代表的なものであり、他の非可換ゲージ理論としてはチャーン＝サイモンズ理論などがある。
この理論は最初、陽子と中性子のアイソスピンSU(2)対称性に着目して構築された模型である。これ自体は実験と合わなかったが、現在でも自発的に破れた弱アイソスピンとハイパーチャージのSU(2)×U(1)対称性に受け継がれているといえる（ワインバーグ＝サラム理論）。
このように対称性が破れる模型もヤン＝ミルズ理論に含む場合もある。
現在の典型的なヤン＝ミルズ理論はカラーSU(3)対称性に基づく量子色力学である。
また、検証されていない理論として、SU(5)やSO(10)対称性に基づく大統一理論などがある。
超対称性を持つように拡張される場合もあり、超対称ヤン＝ミルズ理論（super Yang-Mills theory、SYM）と呼ばれる。各種超対称性理論の基礎として、また超弦理論との関係などから、現在盛んに研究されている。
理論模型としては、ゲージ場だけで物質場を含まない模型は純粋なヤン＝ミルズ理論（pure Yang-Mills theory）と呼ばれる。
また、現実に（仮に近似的だとしても）ヤン＝ミルズ理論が存在する以上、現実を説明する素粒子仮説は、適当な状況設定の下でヤン＝ミルズ理論を再現するように作られる事が多い。ヤン＝ミルズ理論を内包している理論に、カルツァ＝クライン理論や超弦理論がある。

## 内容
ヤン＝ミルズ理論は、非可換リー群をゲージ対称性に持つゲージ理論である。
パラメータ {\displaystyle \epsilon ^{a}} で特徴付けられるリー群
{\displaystyle G(\epsilon )=\exp(i\epsilon ^{a}T^{a})}
を考える。
ここで、T はリー群の生成子である。
群の非可換性を反映して生成子のリー代数は
{\displaystyle [T^{a},T^{b}]=if^{abc}T^{c}}
となる。f は群の構造定数である。

### ゲージ変換
局所化されたパラメータ {\displaystyle \xi ^{a}(x)} で特徴付けられるゲージ変換の下で、リー群の表現の添え字 i をもつ場 {\displaystyle \phi _{i}(x)} は
{\displaystyle \phi _{i}(x)\mapsto \phi '_{i}(x)=[G(g\xi (x))]_{ij}\phi _{j}(x)=[\exp(ig\xi ^{a}(x)T^{a})]_{ij}\phi _{j}(x)}
と変換される。
パラメータの一次を考えると
{\displaystyle \delta _{\xi }\phi (x)=ig\xi ^{a}(x)T_{ij}^{a}\phi _{j}(x)}
となる。
ここで生成子 {\displaystyle T_{ij}^{a}} は、ゲージ変換の下での場 {\displaystyle \phi _{i}(x)} の属する表現での行列表現である。ゲージ変換の下での場の変換性を決める生成子の表現はチャージと呼ばれる。
gは理論の結合定数で、ゲージ結合定数と呼ばれる。この理論の大きな特徴として、共変微分やヤン＝ミルズ項に含まれる全ての結合定数が等しい事が挙げられる（結合定数の普遍性）。この普遍性は標準模型においても検証されており、素粒子物理がゲージ理論で記述される事の強い傍証となっている。

### 共変微分
ヤン＝ミルズ理論において、ラグランジアンに含まれる場の微分 {\displaystyle \partial _{\mu }\phi _{i}(x)} は共変微分
{\displaystyle {\mathcal {D}}_{\mu }\phi _{i}(x)\equiv \partial _{\mu }\phi _{i}(x)-igA_{\mu }^{a}(x)T_{ij}^{a}\phi _{j}(x)}
へと置き換えられる。ここで {\displaystyle A_{\mu }^{a}(x)} はゲージ場である。
ゲージ場はゲージ変換の下でパラメータの一次で
{\displaystyle \delta _{\xi }A_{\mu }^{a}(x)=gf^{abc}\xi ^{c}(x)A_{\mu }^{b}(x)+\partial _{\mu }\xi ^{a}(x)={\mathcal {D}}_{\mu }\xi ^{a}(x)}
と変換される。
従って共変微分は
{\displaystyle \delta _{\xi }{\mathcal {D}}_{\mu }\phi _{i}(x)=ig\xi ^{a}(x)T_{ij}^{a}{\mathcal {D}}_{\mu }\phi _{j}(x)}
と変換し、場と同じ変換性をもつ。
これにより、様々な場からゲージ対称性を満足する項を作る事が出来る。
種々の場はゲージ場と共変微分を通してのみ相互作用をする。相互作用の形はゲージ変換の下での変換性で決まり、このような相互作用の形は最小結合（minimal coupling）の理論と呼ばれる。

### ヤン＝ミルズ項
ヤン＝ミルズ理論では、ラグランジアンにヤン＝ミルズ項
{\displaystyle {\mathcal {L}}_{\mathrm {YM} }\equiv -{\frac {1}{4}}F^{a\mu \nu }F_{\mu \nu }^{a}}

（各添え字について和を取る）を持つ。 F はゲージ場の強度（field-strength）
{\displaystyle F_{\mu \nu }^{a}\equiv \partial _{\mu }A_{\nu }^{a}-\partial _{\nu }A_{\mu }^{a}+gf^{abc}A_{\mu }^{b}A_{\nu }^{c}}
である。
非自明な交換関係に伴って、構造定数に関係する項が現れるのが特徴である。

## 繰り込み群と結合定数
繰り込み群の考え方から、着目するエネルギースケールによって結合定数が変化するという描像を得る事が出来る。{\displaystyle n_{f}} 個のフレーバーを持つゲージ群の表現 {\displaystyle r} に属するフェルミオンを含むヤン＝ミルズ理論の1ループベータ関数は、
{\displaystyle \beta (g)=-{\frac {g^{3}}{(4\pi )^{2}}}\left({\frac {11}{3}}C_{2}(G)-{\frac {4}{3}}n_{f}C(r)\right)}
となる。ただし、{\displaystyle C_{2}(G)} は {\displaystyle f^{acd}f^{bcd}=C_{2}(G)\delta ^{ab}} によって定義される随伴表現における2次のカシミア演算子、{\displaystyle C(r)} は表現 {\displaystyle r} における生成子の行列表現の規格化定数 {\displaystyle \mathrm {Tr} (T^{a}(r)T^{b}(r))=C(r)\delta ^{ab}} である。
量子色力学においては、{\displaystyle C_{2}(G)=3} で、{\displaystyle C(r)=1/2}である。
これは、フェルミオンのフレーバーが少ない場合のヤン＝ミルズ理論が、高エネルギーでは相互作用が弱くなる(漸近的自由性)、と読むことが出来る。